# Дащенківська сільська рада
Даще́нківська сільська́ ра́да — адміністративно-територіальна одиниця та орган місцевого самоврядування в Варвинському районі Чернігівської області. Адміністративний центр — село Дащенки.

## Загальні відомості
- Територія ради: 44,721 км²
- Населення ради: 506 осіб (станом на 2001 рік)

Дащенківська сільська рада створена у 1929 році. Нинішня сільрада стала однією з 14-ти сільських рад Варвинського району і одна з дев'ятьох, яка складається більше, ніж з одного населеного пункту.

## Населені пункти
Сільській раді були підпорядковані населені пункти:
- с. Дащенки (495 осіб)
- с. Мудре (11 осіб)

## Освіта й господарство
На території сільської ради діє Дащенківська ЗОШ I-III ст., Дащенківський ясла-садок «Росинка». Функціонує сільськогосподарське підприємство «Фірма».

## Склад ради
Рада складалася з 12 депутатів та голови.
- Голова ради: Хажанець Світлана Григорівна
- Секретар ради: Луговська Тетяна Андріївна

### Керівний склад попередніх скликань
| Прізвище, ім'я, по батькові  | Основні відомості                                                                     | Дата обрання | Дата звільнення |
| ---------------------------- | ------------------------------------------------------------------------------------- | ------------ | --------------- |
| Галка Алла Миколаївна        | Сільський голова, 1960 року народження, член Всеукраїнського об'єднання «Батьківщина» | 26.03.2006   | 31.10.2010      |
| Хажанець Світлана Григорівна | Сільський голова, 1973 року народження, освіта вища, член Партії регіонів             | 31.10.2010   |                 |

Примітка: таблиця складена за даними сайту Верховної Ради України

### Депутати
За результатами місцевих виборів 2010 року депутатами ради стали:

#### За суб'єктами висування
| Суб'єкт висування                                       | Кількість обраних депутатів | %    |
| ------------------------------------------------------- | --------------------------- | ---- |
| Політична партія Всеукраїнське об'єднання «Батьківщина» | 7                           | 58,3 |
| Партія регіонів                                         | 4                           | 33,3 |
| Комуністична партія України                             | 1                           | 8,3  |

#### За округами
| № округу                                                | Прізвище, ім'я, по батькові   | Дата визнання обраним | Освіта  | Партійна приналежність | Відомості про обраного депутата                |
| ------------------------------------------------------- | ----------------------------- | --------------------- | ------- | ---------------------- | ---------------------------------------------- |
| Комуністична партія України                             |                               |                       |         |                        |                                                |
| 4                                                       | Коломієць Григорій Андрійович | 14.11.2010            | середня | позапартійний          | пенсіонер                                      |
| Партія регіонів                                         |                               |                       |         |                        |                                                |
| 8                                                       | Юрченко Валерій Петрович      | 03.11.2010            | середня | позапартійний          | тимчасово не працює                            |
| 9                                                       | Коломієць Василь Григорович   | 14.11.2010            | середня | позапартійний          | СТОВ «Дружба-нова», водій                      |
| 10                                                      | Бичок Галина Борисівна        | 03.11.2010            | середня | позапартійна           | Дощенківський дошкільний заклад, завідувачка   |
| 12                                                      | Герасименко Ганна Степанівна  | 03.11.2010            | середня | позапартійна           | пенсіонер                                      |
| Політична партія Всеукраїнське об'єднання «Батьківщина» |                               |                       |         |                        |                                                |
| 1                                                       | Галка Микола Ількович         | 03.11.2010            | середня | позапартійний          | пенсіонер                                      |
| 2                                                       | Руденко Любов Григорівна      | 03.11.2010            | середня | позапартійна           | тимчасово не працює                            |
| 3                                                       | Дорошенко Ольга Миколаївна    | 03.11.2010            | середня | позапартійна           | Дащенківська сільська рада, головний бухгалтер |
| 5                                                       | Комлик В'ячеслав Олексійович  | 03.11.2010            | середня | позапартійний          | тимчасово не працює                            |
| 6                                                       | Луговська Тетяна Андріївна    | 03.11.2010            | середня | позапартійна           | Дащенківська сільська рада, секретар           |
| 7                                                       | Назарко Олександр Іванович    | 03.11.2010            | середня | позапартійний          | тимчасово не працює                            |
| 11                                                      | Назарко Наталія Іванівна      | 03.11.2010            | середня | позапартійна           | тимчасово не працює                            |

## Населення
Згідно з переписом УРСР 1989 року чисельність наявного населення сільської ради становила 657 осіб, з яких 252 чоловіки та 405 жінок.
За переписом населення України 2001 року в сільській раді мешкали 503 особи.

### Мова
Розподіл населення за рідною мовою за даними перепису 2001 року:
| Мова       | Відсоток |
| ---------- | -------- |
| українська | 98,62 %  |
| російська  | 1,38 %   |